# Black Messiah

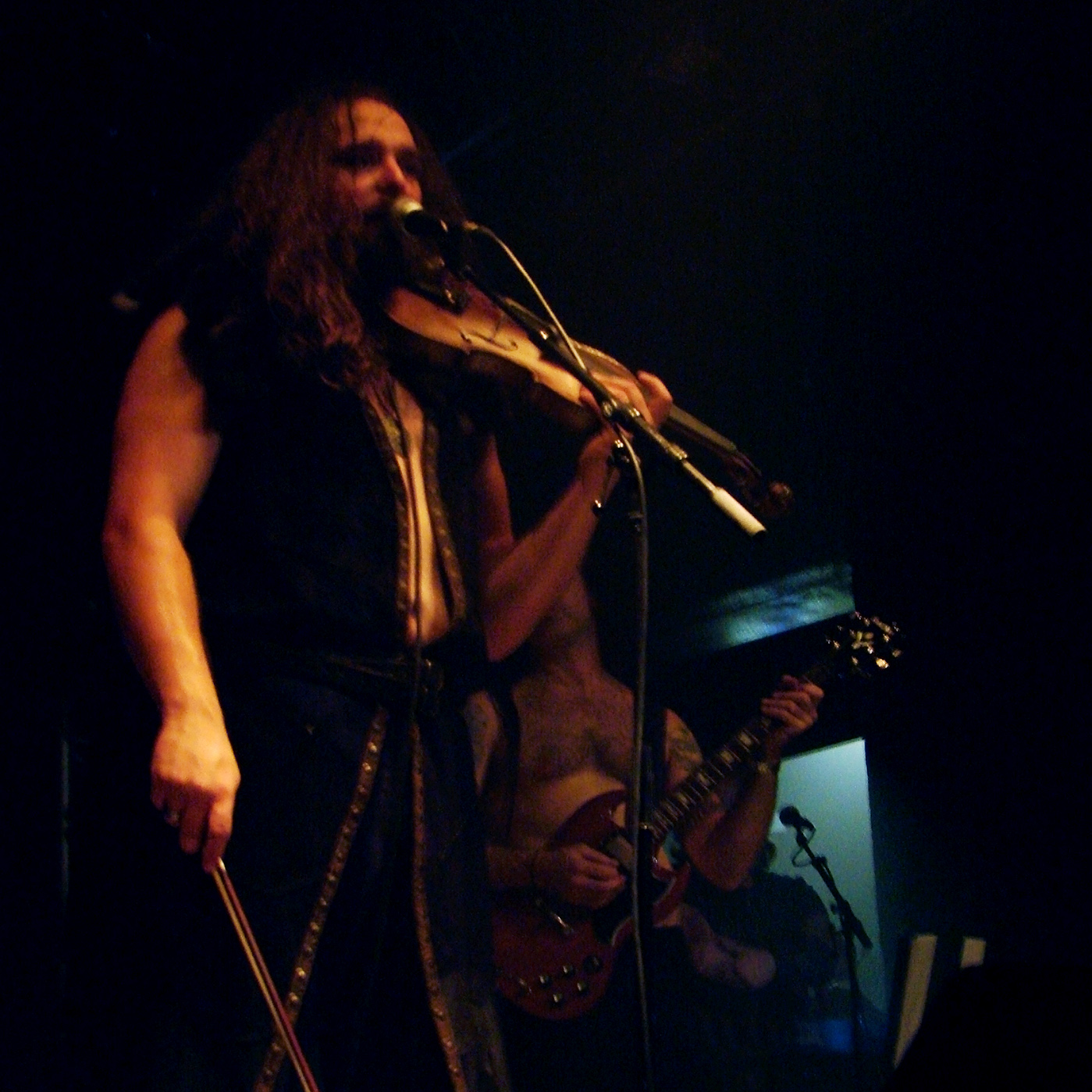
Zagan

Black Messiah — немецкая викинг/симфо-блэк-метал группа, основанная в 1994 году. Black Messiah образовалась как группа исполняющая блэк-метал, но позже, с выходом альбома Oath of a Warrior, жанр изменился на викинг-метал. Всего группой выпущено 7 альбомов.

## История
В начале Black Messiah играли блэк-метал под влиянием групп Bathory, Celtic Frost, Possessed и Venom. В 1995 году группа записала свою первую демо-запись Southside Golgotha.
В 1996 году группу покинули гитарист Frohnleichnam и барабанщик Reverend Heidenbluth. Zagan, который имел классическое музыкальное образование, написал несколько новых песен с классическими и фольклорными влияниями, что добавило в музыку элементов пейган-метала.
С барабанщиком Nabahm (Innana Unveiled, Goat of Mendes), а также многочисленными приглашенными музыкантами, такими как бывший гитарист Sodom и Kreator Фрэнк «Блэкфайр» Годжик и прочими, Zagan записал дебютный альбом Sceptre of Black Knowledge, который вышел на лейбле Last Episode в 1998 году.
В середине 1999 года за несколько дней до записи второго альбома произошел спор между Black Messiah и лейблом, который «не выполнил некоторые важные соглашения» что привело к расторжению контракта Zagan. Летом 2000 года Black Messiah записали демо из 3 треков, которое не было выпущено. Песни, включенные в него, позже были выпущены на альбоме Oath of a Warrior; My Way to Asgaard ориентируется на блэк-метал, в то время как Christenfeind и Blutsbruder развивают стиль, начатый на первом альбоме.
В 2001 году Nabahm покинул группу из-за разногласий; он хотел оставить Black Messiah в качестве чисто студийного проекта, в то время как Заган также хотел играть концерты. После этого начались поиски нового состава группы, который был собран в августе 2002 года.
В 2005 году группа подписала контракт с лейблом Unity, выпустила альбом Oath of a Warrior и выступила с Cruachan на нескольких концертах, фестивалях и европейском туре. В октябре группа рассталась с басистом Drahco, которого заменил Niörd.
В 2006 году Black Messiah выпустили альбом Of Myths and Legends. В том же году Niörd был вынужден покинуть группу. Журнал Rolling Stone опубликовал статью под названием Hitlers Headbanger, описывающую Black Messiah как ультраправую группу; однако группа регулярно отказывается от любых связей с ультраправым движением.
В этом же году Black Messiah подписали контракт с AFM Records. Surthur покинул группу из-за болезни, а затем ушел клавишник Hrym. В конце 2006 года они были заменены Agnar на клавишных и Brööh на барабанах. В этом составе группа выступала в 2007 году на таких фестивалях как Summer Breeze и Ragnarök-Festival, а также в европейском туре.
В это время группа работала над новым материалом, записанным в 2008 году. Выпуск четвертого альбома First War of the World, концептуального альбома по истории войны асов против ванов на основе Эдды был объявлен 20 марта 2009 года. На этом альбоме группа продолжила изменения в стиле, начатые на Of Myths and Legends, и использовала больше чистого вокала, чем на предыдущих альбомах.
В ноябре 2009 года Zoran покинул группу. Его заменил гитарист Fringes. В апреле 2012 года Meldric покинул группу по личным причинам. В декабре 2014 года Fringes также покинул группу по личным причинам, его место занял Donar. По семейным обстоятельствам в начале 2015 года Brööh был вынужден отказаться от участия в группе и был заменен Surtr.

## Состав

### Нынешние участники
- Zagan — бас-гитара (1992—2000), вокал (с 1992), гитара, виолончель, мандолина (с 1996)
- Garm — бас-гитара (2001—2004, 2006-н.в.)
- Ymir — гитара (с 2012)
- Ask — клавишные (с 2014)
- Donar — гитара (с 2015)
- Surtr — ударные (с 2015)

### Бывшие участники
- Reverend Heidenbluth — ударные (1992—1996)
- Frohnleichnam — гитара (1992—1996)
- Nabahm — ударные (1997—2001)
- Drahco — бас (2004—2005)
- Surthur — ударные (2004—2006)
- Zoran Novak — гитара (2004—2010)
- Meldric — гитара (2004—2012)
- Hrym — клавишные (2004—2006)
- Niörd — бас (2005—2006)
- Agnar — клавишные (2001—2004, 2006—2014)
- Fringes — гитара (2010—2014)
- Mike 'Brööh' Broker — ударные (2001—2004, 2006—2015)

## Дискография

### Альбомы
- Sceptre of Black Knowledge (1998)
- Oath of a Warrior (2005)
- Of Myths and Legends (2006)
- First War of the World (2009)
- The Final Journey (2012)
- Heimweh (2013)
- Walls of Vanaheim (2017)

### Демо-записи
- Southside Golgotha (1995)
- Christenfeind (2001)
- Futhark (2004)